# کارل مارتین نوبری
کارل مارتین نوبری (انگلیسی: Carl Martin Norberg; ۱۸ ژوئیهٔ ۱۸۸۹ – ۲۵ ژوئیهٔ ۱۹۷۰) ژیمناست هنری اهل سوئد بود.